# Kermit Edward Krantz

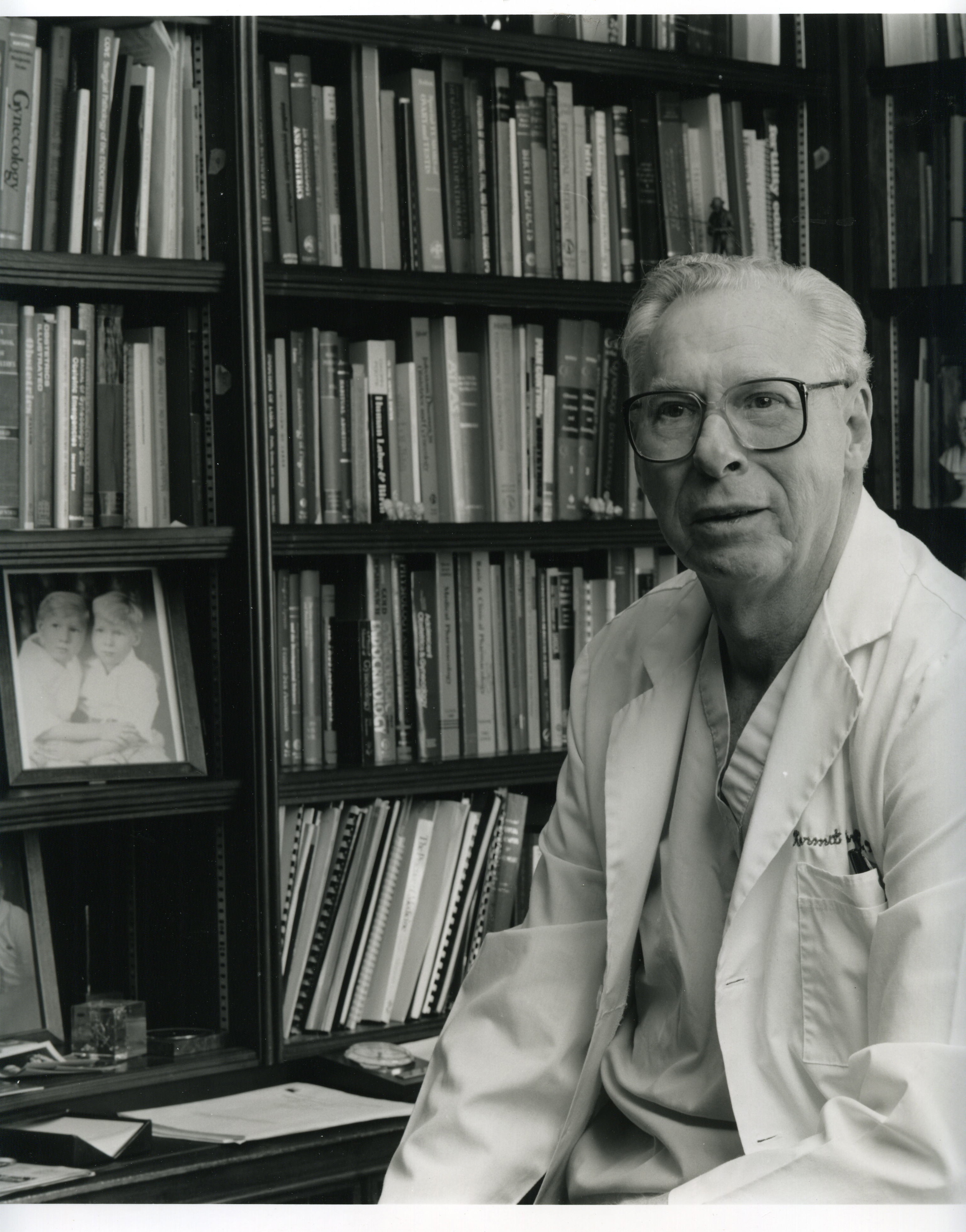
Kermit E. Krantz

Kermit Edward Krantz (* 4. Juni 1923 in Oak Park (Illinois); † 30. Juli 2007 in Kansas City (Kansas)) war ein US-amerikanischer Gynäkologe und Hochschullehrer an der University of Kansas.
Krantz erwarb 1945 den Bachelor of Science an der Northwestern University, 1947 den Master of Science in Anatomie und 1948 den Doktor der Medizin. Seine Residency absolvierte er am Cornell Medical College, am New York Lying-In Hospital (heute NewYork-Presbyterian Hospital) und an der University of Vermont. Er wurde Assistant Professor an der University of Vermont, dann an der University of Arkansas und bekam schließlich eine Vollprofessur für Anatomie sowie für Gynäkologie und Geburtshilfe am University of Kansas Medical College (KUMC), die er 31 Jahre vertrat. Von 1972 bis 1974 war er Dekan für Klinische Angelegenheiten des KUMC. Krantz verfasste 75 wissenschaftliche Beiträge in  Büchern und Zeitschriften. Zusammen mit Victor F. Marshall (1913–2001) und Andrew Anthony Marchetti entwickelte er 1949 eine Operationsmethode zur Behandlung der Stressinkontinenz (Marshall-Marchetti-Krantz-Operation).
Krantz war verheiratet und hatte mit seiner Frau Doris einen Sohn (Kermit) und zwei Töchter (Pamela und Sarah).